# معاملة المثليين في دومينيكا
قد يواجه الأشخاص من المثليين والمثليات ومزدوجي التوجه الجنسي والمتحولين جنسياً (اختصاراً: LGBT) في دومينيكا تحديات قانونية لا يواجهها غيرهم من المغايرين جنسيا.

## قانونية النشاط الجنسي المثلي

القوانين المتعلقة بالمثلية الجنسية في جزر الأنتيل الصغرى.
زواج المثليين
الاعتراف بزواج المثليين المنعقد في الخارج فقط، دون الاعتراف بعقده في الداخل
شكل آخر من أشكال الاعتراف القانوني
لا اعتراف، أو غير معروف
المثلية الجنسية غير قانونية، لكن القانون لايتم تطبيقه
المثلية الجنسية غير قانونية

النشاط الجنسي المثلي بين الرجال وبين النساء على حد سواء غير قانوني في دومينيكا.
بين عامي 1995 و 2000، ألقت السلطات المحلية القبض على 35 شخصًا واتُهموا بممارسة الجنس من الدبر بين الرجال. حكمت المحاكم على جميع الجناة بغرامات وأحكام بالسجن تصل إلى عشر سنوات. تم إرسال البعض إلى مستشفيات الطب النفسي المحلية لتلقي العلاج.
في عام 2001، تم القبض على 15 من الإناث وحُكم عليهن بالسجن لمدة خمس سنوات. التهمة الموجهة ضدهم كانت الفحش الجسيم. كما حُكم على عشرة رجال بالسجن لمدة خمس سنوات بتهمة «المشاركة في الفحش الجسيم مع أشخاص من نفس الجنس».
يحتوي «قانون الجرائم الجنسية 1998» على قسمين يتناولان النشاط الجنسي المثلي.

المادة 14. (1) أي شخص يرتكب عملاً من الفحش الجسيم مع شخص آخر، يكون مذنباً بارتكاب جرم ويعاقب بالسجن لمدة خمس سنوات.
* * * *

(4) في هذا القسم، «الفحش الجسيم» هو فعل غير الجماع (سواء كان طبيعيًا أو غير طبيعي) من قبل شخص ينطوي على استخدام العضو التناسلي بغرض إثارة أو إرضاء الرغبة الجنسية.
القسم 16. (1) الشخص الذي يرتكب عمليات الجنس من الدبر هو مذنب بارتكاب جريمة ويعاقب بالسجن لمدة -
(أ) خمسة وعشرون سنة، إذا ارتكبها شخص بالغ على قاصر؛
(ب) عشر سنوات، إذا ارتكبها شخص بالغ على شخص بالغ آخر؛
(ج) خمس سنوات، إذا ارتكبها قاصر؛
وإذا رأت المحكمة أنه مناسب، يجوز للمحكمة أن تأمر بقبول الشخص المدان في مستشفى للأمراض النفسية للعلاج.
(2) أي شخص يحاول ارتكاب جريمة الجنس من الدبر، أو أنه مذنب بارتكاب اعتداء بنية ارتكابها، يكون مذنباً بارتكاب جريمة وعرضة للسجن لمدة أربع سنوات، وإذا رأت المحكمة أنه مناسب، يجوز للمحكمة أن تأمر بإدخال الشخص المدان في مستشفى للأمراض النفسية للعلاج.
(3) في هذا القسم، تعني كلمة «الجنس من الدبر» الجماع الجنسي لكل شخص من قبل شخص ذكر مع شخص ذكر....

## الدعم الرسمي لحقوق المثليين
في عام 2011، وقع وفد دومينيكا لدى الأمم المتحدة على «البيان المشترك بشأن إنهاء أعمال العنف وانتهاكات حقوق الإنسان ذات الصلة القائمة على التوجه الجنسي والهوية الجندرية». إنها الدولة العضو الوحيدة في الأمم المتحدة في جزر الأنتيل الصغرى التي فعلت ذلك.

## الظروف الاجتماعية

### المعارضة للسياح المثليين
أدلى بيل دانييل، رئيس الرابطة الإنجيلية، متحدثًا بالنيابة عن المجموعة، بالبيان التالي في عام 2009: «نريد من الحكومة أن تضمن عدم وصول السائحين المثليين إلى الجزيرة وأن لا يتصرفوا بأية طريقة غير أخلاقية». احتجت الرابطة على السماح برحلات بحرية للمثليين بزيارة الجزيرة وترويج دومينيكا ك «وجهة سياحية للمثليين».

### العنف ضد المثليين
كانت هناك جرائم يشتبه في أنها كراهية ضد أفراد يُعتقد أنهم مثليون جنسياً في دومينيكا. قد يستخدم الأشخاص في النزاع كلمات مهينة مثل «شاذ» "buggerman" أو «شاذ» "battyman" للإشارة إلى الرجال «المتأنثين».
في عام 2010، طُعن رجل في بورتسموث، يدعى كليمنت جيمس، حتى الموت بعد اتهامه «بمراقبة» مهاجمه الذكر في مكان عام. يزعم أن المتهم، ديفيس سان جان، كان لديه عادة الغناء والوعظ بصوت عالٍ في الشارع بشأن قتل المثليين. قبل أن يطعن كليمنت، قيل إنه «يجب أن يموت جميع الشواذ».

### ثقافة المثليين
جاء في التقديم الأكاديمي لعام 2011 المقدم إلى الأمم المتحدة أن مجموعات المثليين في دومينيكا تضطر إلى العمل تحت الأرض بسبب الخوف من أن يكون أعضاؤها ضحية. الأعضاء الذين هم مثليو الجنس علنا يشكون من أعمال التخريب المرتكبة ضد ممتلكاتهم. لا تؤخذ التقارير المقدمة إلى الشرطة على محمل الجد ويتم أحيانًا الاستهزاء بالضحايا.

## ملخص
| قانونية النشاط الجنسي المثلي                                                             | (العقوبة: السجن لمدة 10 سنوات أو السجن في مؤسسة للأمراض النفسية) |
| المساواة في السن القانوني للنشاط الجنسي                                                  | No                                                               |
| قوانين مكافحة التمييز في التوظيف                                                         | No                                                               |
| قوانين مكافحة التمييز في توفير السلع والخدمات                                            | No                                                               |
| قوانين مكافحة التمييز في جميع المجالات الأخرى (تتضمن التمييز غير المباشر، خطاب الكراهية) | No                                                               |
| قوانين مكافحة أشكال التمييز المعنية بالهوية الجندرية                                     | No                                                               |
| زواج المثليين                                                                            | No                                                               |
| الاعتراف القانوني بالعلاقات المثلية                                                      | No                                                               |
| السماح بالتبني للشخص العازب بغض النظر عن التوجه الجنسي                                   | No                                                               |
| تبني أحد الشريكين للطفل البيولوجي للشريك الآخر                                           | No                                                               |
| التبني المشترك للأزواج المثليين                                                          | No                                                               |
| يسمح للمثليين والمثليات الخدمة علناً في القوات المسلحة                                    | No                                                               |
| الحق بتغيير الجنس القانوني                                                               | No                                                               |
| علاج التحويل محظور على القاصرين                                                          | No                                                               |
| الحصول على أطفال أنابيب للمثليات                                                         | No                                                               |
| الأمومة التلقائية للطفل بعد الولادة                                                      | No                                                               |
| تأجير الأرحام التجاري للأزواج المثليين من الذكور                                         | No                                                               |
| السماح للرجال الذين مارسوا الجنس الشرجي التبرع بالدم                                     | No                                                               |